# 50mm迫撃砲DBT
50mm迫撃砲 DBT（Lance grenades de 50mm DBT）はベルギー製の軽迫撃砲である。
　

## 概要
小型の兵器で、小隊規模の部隊に対して突撃の際の火力増強のために配備された。
わずか4口径長の非常に短い砲身後部にボルトアクション式小銃の機関部と同様の構造の発射機構があり、空砲のガスにより砲弾を打ち出す形式であるために迫撃砲と言うよりグレネードランチャーに近い。
射程が短く砲弾も軽量で、1940年にベルギーがドイツ軍に降伏したために実戦で使用される機会も少なかった。
ごく少数がドイツ軍によって接収され、5cm迫撃砲201（b）の名称を与えられてベルギー占領軍に配備された。

## 諸元
- 口径：50mm　（1.97インチ）
- 砲身長：200mm　（7.87インチ）
- 重量：7.7kg　（16.98ポンド）
- 最大射程：　585m　（640ヤード）
- 砲弾重量：　0.6kg　（1.32ポンド）

## 参考資料
Peter Chamberlain , Terry Gander 『WW2 Fact Files,Mortars and Rockets』 （1975） Arco Publishing Company,Inc. ISBN 0668038179